# Argyresthia deletella
Argyresthia deletella is een vlinder uit de familie van de pedaalmotten (Argyresthiidae). De wetenschappelijke naam van de soort werd in 1873 gepubliceerd door Philipp Christoph Zeller.